# Mille Miglia
Mille Miglia je bila jedna od najslavnijih utrka izdržljivosti, pokrenuta 26. ožujka 1927. ,u gradu Brescia u Lombardiji, tradicionalnom duhovnom središtu talijanskog automobilizma. Održavala se od 1927. do 1957., s izuzetkom ratnih godina, od Brescije do Rima i natrag.
Skupina lokalnih moćnika, predvođenih grofom Aymom Maggijem, organizirala je novo natjecanje iz ogorčenja zbog izmještanja Velike nagrade Italije iz njihovog grada na novoizgrađenu stazu u Monzi. U prvoj utrci startalo je 77 automobila, a 51 je stigo do cilja. Pobijedili su Ferdinando Minoia i Giuseppe Morandi.
Nakon tragične nesreće 1938., utrku je prekinuo Benito Mussolini. Obnovljena 1947., ali je konačno prekinuta 1957. nakon strašne tragične nesreće u lombardijskom mjestu Guidizzolo, u kojemu su poginuli Alfonso de Portago i Edmund Nelson, vozači Ferrarija i devet gledatelja, među kojima je bilo petero djece. Na istoj je utrci u Bresciji poginuo Joseph Göttgens u Triumphu TR3.

## Pobjednici
| Godina                                  | Pobjednik                                    | Bolid                                         |
| --------------------------------------- | -------------------------------------------- | --------------------------------------------- |
| 1927.                                   | Ferdinando Minoia Giuseppe Morandi           | OM 665 S                                      |
| 1928.                                   | Giuseppe Campari Giulio Ramponi              | Alfa Romeo 6C 1500 Super Sport Spider Zagato  |
| 1929.                                   | Giuseppe Campari Giulio Ramponi              | Alfa Romeo 6C 1750 Super Sport Spider Zagato  |
| 1930.                                   | Tazio Nuvolari Gianbattista Guidotti         | Alfa Romeo 6C 1750 Gran Sport Spider Zagato   |
| 1931.                                   | Rudolf Caracciola Wilhelm Sebastian          | Mercedes-Benz SSK L                           |
| 1932.                                   | Baconin Borzacchini Amedeo Bignami           | Alfa Romeo 8C 8C 2300 Spider Touring          |
| 1933.                                   | Tazio Nuvolari Decimo Compagnoni             | Alfa Romeo 8C 2300 Spider Zagato              |
| 1934.                                   | Achille Varzi Amedeo Bignami                 | Alfa Romeo 8C 2600 Monza Spider Brianza       |
| 1935.                                   | Carlo Maria Pintacuda Alessandro Della Stufa | Alfa Romeo Tipo B                             |
| 1936.                                   | Antonio Brivio Carlo Ongaro                  | Alfa Romeo 8C 2900 A                          |
| 1937.                                   | Carlo Maria Pintacuda Paride Mambelli        | Alfa Romeo 8C 2900 A                          |
| 1938.                                   | Clemente Biondetti Aldo Stefani              | Alfa Romeo 8C 2900 B Spider MM Touring]       |
| Utrka se nije vozila 1939.              |                                              |                                               |
| 1940.                                   | Fritz Huschke von Hanstein Walter Bäumer     | BMW 328 Berlinetta Touring                    |
| Od 1941. do 1946. utrke se nisu vozile. |                                              |                                               |
| 1947.                                   | Clemente Biondetti Emilio Romano             | Alfa Romeo 8C 2900 B Berlinetta Touring       |
| 1948.                                   | Clemente Biondetti Giuseppe Navone           | Ferrari 166 S Coupé Allemano                  |
| 1949.                                   | Clemente Biondetti Ettore Salani             | Ferrari 166 MM Barchetta Touring              |
| 1950.                                   | Giannino Marzotto Marco Crosara              | Ferrari 195 S Berlinetta Touring              |
| 1951.                                   | Luigi Villoresi Pasquale Cassani             | FerrariFerrari 340 America Berlinetta Vignale |
| 1952.                                   | Giovanni Bracco Alfonso Rolfo                | Ferrari 250 S Berlinetta Vignale              |
| 1953.                                   | Giannino Marzotto Marco Crosara              | Ferrari 340 MM Spyder Vignale                 |
| 1954.                                   | Alberto Ascari                               | Lancia D24 Spider                             |
| 1955.                                   | Stirling Moss Denis Jenkinson                | Mercedes-Benz 300 SLR                         |
| 1956.                                   | Eugenio Castellotti                          | Ferrari 290 MM Spyder Scaglietti              |
| 1957.                                   | Piero Taruffi                                | Ferrari 315 S                                 |